# شمجر
شَمْجَر (عبری:שמגר בן־ענת به معنی «پیاله‌دار») پسر عناث، از شخصیت‌های کتوبیم در تنخ یهودی و عهد عتیق در انجیل است که در میان بنی‌اسرائیل داوری داشت. نام او در کتاب داوران و نیز در صحیفه یوشع ذکر شده است. در کتاب داوران آمده‌است که شمجر ششصد فلسطینی را با یک سُک گاورانی کشت و فلسطینیان را از یهودیه راند. او از قبیله نفتالی بود و بیت عنات را در مرزهای خود داشت. نام او در سرود دبوره نیز یاد شده‌است.